# Vennezey
Vennezey település Franciaországban, Meurthe-et-Moselle megyében. Lakosainak száma 38 fő (2022. január 1.). Vennezey Essey-la-Côte, Giriviller, Remenoville, Rozelieures és Saint-Boingt községekkel határos.

## Népesség
A település népessége az elmúlt években az alábbi módon változott:
| Lakosok száma | 51   | 45   | 43   | 36   | 57   | 53   | 50   | 47   | 44   | 38   |
|               | 1968 | 1982 | 1990 | 2006 | 2013 | 2015 | 2017 | 2019 | 2020 | 2022 |